# ویکتور ووراشیلوف
ویکتور ووراشیلوف (روسی: Виктор Федосович Ворошилов؛ ۱۵ اوت ۱۹۲۶ – ۵ مارس ۲۰۱۱) یک بازیکن فوتبال اهل اتحاد جماهیر سوسیالیستی شوروی بود.